# Posta (Windows)
Posta (già Windows Mail) è stato un client di posta elettronica e newsgroup creato da Microsoft ed incluso nel sistema operativo Windows Vista, Windows 8, Windows 8.1 e Windows 10. La sua funzione principale è l'invio e la ricezione di e-mail. È il successore di Outlook Express, incluso o disponibile per Windows 3.0 e versioni successive. 

## Windows Vista

Schermata del software su Windows Vista

L'interfaccia di Windows Mail ha subito piccole modifiche dalla versione precedente, avvicinandosi all'interfaccia del nuovo sistema operativo e includendo alcune caratteristiche di Outlook 2003, tuttavia i più grandi cambiamenti sono da ricercare nelle sue funzionalità. 
- Le e-mail ora sono immagazzinate in singoli file anziché in un singolo database. Un nuovo motore utilizza un database transazionale per migliorare la stabilità e l'affidabilità dei dati memorizzati e permettere ricerche istantanee sia dentro il programma che nella shell di Windows Vista. In caso di danneggiamento, gli indici possono essere ricostruiti dai file delle mail.
- Le informazioni dell'account non sono più memorizzate nel registro, ma sono immagazzinate insieme alla posta, permettendo di copiare l'intera configurazione di Windows Mail e spedirla ad un'altra macchina in un'unica soluzione.
- È stato incorporato un filtro anti-phishing, già utilizzato in Internet Explorer 7, che protegge gli utenti dai siti web identificati come pericolosi.
- La nuova rubrica si chiama Contatti e permette anche di inserire una foto per ciascun contatto.
- È stato aggiunto un collegamento preconfigurato ai newsgroup di Microsoft, chiamato "Microsoft Help Groups". Inoltre sono state sviluppate funzionalità supplementari, come la possibilità di contrassegnare con icone differenti "domande", "risposte" o "voti" e anche delle piccole immagini per ciascun utente.

Diversamente da Outlook Express, Windows Mail non è considerato un componente di Internet Explorer e non sono disponibili versioni del programma per i sistemi operativi precedenti a Vista, né per i successivi.
Windows Mail non è incluso nella versione server di Windows Vista, conosciuta con il nome di Windows Server 2008.

## Windows 7
Windows Mail era assente in Windows 7. Durante questo periodo, Microsoft intendeva suddividere diversi componenti di Windows in app sviluppate in modo indipendente introdotte come parte della suite di software Windows Essentials. Pertanto, Windows Mail è stato omesso a favore di Windows Live Mail, reso disponibile per Windows XP, Vista e 7. Questo criterio venne parzialmente ripristinato in Windows 8 e versioni successive: il sistema operativo include un'app di posta, che viene aggiornata indipendentemente dal sistema operativo, tramite Microsoft Store.

## Windows 8.x
Mail è stata aggiunta a Windows 8 come una delle tante app scritte per l'esecuzione a schermo intero o a metà schermo, secondo la filosofia del linguaggio di progettazione Metro di Microsoft. Manca il supporto dei newsgroup. È un'app di Windows Store ed è aggiornata indipendentemente dal sistema operativo. È inclusa nello stesso contenitore di app di Calendario e Rubrica. Questi tre non possono essere disinstallati o reinstallati separatamente. Mail in Windows 8 include configurazioni predefinite del server per Outlook.com, Gmail, AOL Mail e Yahoo!. È possibile configurare altri account Exchange o IMAP, ma non supporta direttamente il POP3. Come molte app Microsoft introdotte per Windows 8, molte delle funzionalità sono nascoste nella barra laterale detta charm o in una barra degli strumenti inizialmente nascosta nella parte inferiore dello schermo che viene rivelata facendo clic con il tasto destro. Gli utenti che si sono abbonati a un account Microsoft possono sincronizzare tutte le configurazioni di Mail su diversi computer. Questo design dell'interfaccia utente è stato ripristinato in Windows 10.

## Windows 10 e Windows 11
A partire da Windows 10 è conosciuta nella versione italiana con il nome di Posta. Essa ha configurazioni server predefinite per Outlook.com, Microsoft 365, Gmail, iCloud, Yahoo!, AOL Mail, così come altri account Exchange Server e IMAP possono ancora essere aggiunti e il supporto POP3 è stato ripristinato. Posta e Calendario sono ancora app di Windows universali e si trovano nello stesso contenitore di app. Ma il loro terzo "fratello", Contatti, viene rimosso da questo "contenitore" ed è un'app autonoma. 
Gli utenti possono impostare in Posta il tema del sistema o scegliere un colore personalizzato, un'immagine di sfondo e una preferenza chiaro/scuro. Possiede il supporto multi-finestra e può aprire i messaggi e-mail in una nuova finestra. Le e-mail sono elencate nella jumplist di Posta. Posta utilizza un pannello delle impostazioni, strumenti di ordinamento della posta elettronica nel secondo riquadro e una barra degli strumenti nel riquadro di visualizzazione. Come la versione di Vista, i controlli importanti di questa versione sono facilmente visibili. Gli account possono essere raggruppati e rietichettati e le cartelle personalizzate possono essere create, modificate o eliminate all'interno dell'app. È possibile utilizzare gli alias di Outlook.com e @mentions. 
Come Microsoft Outlook, Posta consente agli utenti di impostare azioni rapide, come Elimina, Imposta flag e Archivia, per rispondere ai messaggi dalle notifiche di sistema e dai gesti di scorrimento.
A partire da dicembre 2019, l'app visualizza annunci non rimovibili per l'app mobile di Microsoft Outlook.
Nel 2023, Microsoft ha annunciato che a partire dal 2024 i nuovi dispositivi Windows 11 sarebbero stati forniti con il nuovo Outlook per Windows e che le applicazioni preinstallate di Posta e Calendario sarebbero state sostituite entro la fine del 2024.

## Scorciatoie
Come con Microsoft Outlook e Outlook Express, Mail utilizza Ctrl+E per richiamare la ricerca. Tutti gli altri prodotti Microsoft utilizzano Ctrl+F. 